# Дискография Кэти Мелуа
Дискография британской и грузинской певицы Кэти Мелуа.

## Альбомы

### Студийные альбомы
| Call Off the Search                                                           | - Дата выхода: 3 ноября 2003 - Лейбл: Dramatico - Формат: CD, цифровая загрузка                             | 1  | 2  | 76 | 41 | 8  | 2  | 6  | 19 | 29 | 1 | - UK: 6× Platinum - AUS: Platinum - GER: 2× Platinum - DEN: 3× Platinum - SWI: Platinum |
| Piece by Piece                                                                | - Дата выхода: 26 September 2005 - Лейбл: Dramatico - Формат: CD, цифровая загрузка                         | 1  | 1  | 4  | 9  | 2  | 2  | 1  | 1  | 3  | 1 | - UK: 4× Platinum - GER: 4× Platinum - SWI: 2× Platinum - DEN: 4× Platinum              |
| Pictures                                                                      | - Дата выхода: 1 октября 2007 - Лейбл: Dramatico - Формат: CD, цифровая загрузка                            | 2  | 2  | 2  | 4  | 2  | 6  | 1  | 3  | 1  | 2 | - UK: Platinum - GER: Platinum - SWI: 2× Platinum - DEN: Platinum                       |
| The House                                                                     | - Дата выхода: 24 May 2010 - Лейбл: Dramatico - Формат: CD, цифровая загрузка                               | 4  | 3  | 1  | 5  | 3  | 18 | 3  | 1  | 1  | 2 | - UK: Gold - GER: Gold - SWI: Platinum                                                  |
| Secret Symphony                                                               | - Дата выхода: 5 марта 2012 - Лейбл: Dramatico - Формат: CD                                                 | 8  | 6  | 4  | 7  | 2  | 23 | 6  | 1  | 2  | 4 | - UK: Silver - DEN: Gold - GER: Gold                                                    |
| Ketevan                                                                       | - Дата выхода: 16 сентября 2013 - Лейбл: Dramatico - Формат: цифровая загрузка, CD                          | 6  | 12 | 8  | 9  | 6  | 38 | 5  | 6  | 6  | 2 | - UK: Silver                                                                            |
| In Winter                                                                     | - Дата выхода: 14 October 2016 - Лейбл: BMG - Формат: Digital download, CD                                  | 9  | 21 | —  | 29 | 10 | —  | 17 | 7  | 13 | 4 | - BPI: Silver                                                                           |
| Album No. 8                                                                   | - Дата выхода: 16 October 2020 - Acoustic version November 2021 - Лейбл: BMG - Формат: Digital download, CD | 7  | 33 | —  | 57 | 5  | —  | 38 | —  | 12 | 2 |                                                                                         |
| Love & Money                                                                  | - Дата выхода: 24 March 2023 - Лейбл: BMG - Формат: Digital download, CD                                    | 35 | 67 | —  | 91 | 9  | —  | 77 | —  | 25 | 7 |                                                                                         |
| «—» означает, что альбом не был в чарте или не был выпущен на этой территории | |    |    |    |    |    |    |    |    |    |   |                                                                                         |

### Концертные альбомы
| Название                                       | Детали                                                                                 | Наивысшие позиции в чартах | Наивысшие позиции в чартах | Наивысшие позиции в чартах | Наивысшие позиции в чартах |
| Название                                       | Детали                                                                                 | Великобритания             | Гер                        | НЛ                         | Бел                        |
| ---------------------------------------------- | -------------------------------------------------------------------------------------- | -------------------------- | -------------------------- | -------------------------- | -------------------------- |
| Live at the O² Arena                           | - Дата выхода: 18 Мая 2009 - Лейбл: Dramatico - Формат: CD, цифровая загрузка, винил   | 111                        | 43                         | 52                         | 36                         |
| Live in Concert (featuring Gori Women’s Choir) | - Дата выхода: 13 December 2019 - Лейбл: BMG - Формат: CD, digital download, streaming | —                          | —                          | —                          | 83                         |

### Сборники
| Название                   | Детали                                                                            | Peak chart positions | Peak chart positions | Peak chart positions | Peak chart positions | Peak chart positions | Peak chart positions | Certifications                     |
| Название                   | Детали                                                                            | UK                   | AUS                  | GER                  | NL                   | BEL                  | NZ                   | Certifications                     |
| -------------------------- | --------------------------------------------------------------------------------- | -------------------- | -------------------- | -------------------- | -------------------- | -------------------- | -------------------- | ---------------------------------- |
| The Katie Melua Collection | - Дата выхода: 13 октября 2008 - Лейбл: Dramatico - Формат: CD, цифровая загрузка | 15                   | 92                   | 12                   | 3                    | 8                    | 29                   | - UK: Gold - GER: Gold - SWI: Gold |

### Extended plays
| Название                     | Детали                                                                    |
| ---------------------------- | ------------------------------------------------------------------------- |
| iTunes Live: Berlin Festival | - Дата выхода: 13 Мая 2008 - Лейбл: Dramatico - Формат: Цифровая загрузка |

## Синглы
| 2003                                                                           | «The Closest Thing to Crazy»                       | 10 | 8  | 41 | 49 | —   | —  | —   | —  | 15 | —  | Call off the Search        |
| 2004                                                                           | «Call off the Search»                              | 19 | 27 | —  | —  | —   | —  | —   | —  | —  | —  | Call off the Search        |
| 2004                                                                           | «Crawling up a Hill»                               | 46 | —  | 88 | —  | —   | —  | —   | —  | —  | —  | Call off the Search        |
| 2005                                                                           | «Nine Million Bicycles»                            | 5  | 11 | 2  | 31 | 56  | 17 | 4   | 43 | 10 | —  | Piece by Piece             |
| 2005                                                                           | «I Cried for You» / «Just Like Heaven»             | 35 | 45 | 32 | —  | —   | —  | 50  | —  | —  | —  | Piece by Piece             |
| 2006                                                                           | «Spider’s Web»                                     | 52 | —  | 50 | 67 | —   | —  | 66  | 54 | —  | —  | Piece by Piece             |
| 2006                                                                           | «It’s Only Pain»                                   | 41 | —  | 39 | 80 | —   | —  | —   | —  | 15 | —  | Piece by Piece             |
| 2006                                                                           | «Shy Boy»                                          | —  | —  | 29 | —  | —   | —  | —   | —  | —  | —  | Piece by Piece             |
| 2007                                                                           | «If You Were a Sailboat»                           | 23 | —  | 10 | 62 | —   | —  | 13  | 12 | 5  | —  | Pictures                   |
| 2007                                                                           | «Mary Pickford (Used to Eat Roses)»                | —  | —  | —  | —  | —   | —  | —   | —  | —  | —  | Pictures                   |
| 2007                                                                           | «What a Wonderful World» (совместно с Eva Cassidy) | 1  | —  | —  | —  | —   | —  | 74  | —  | —  | 19 | The Katie Melua Collection |
| 2008                                                                           | «If the Lights Go Out»                             | 96 | —  | 58 | —  | —   | —  | 46  | —  | —  | —  | Pictures                   |
| 2010                                                                           | «The Flood»                                        | 35 | —  | 79 | —  | —   | —  | 7   | 19 | 20 | —  | The House                  |
| 2010                                                                           | «A Happy Place»                                    | —  | —  | —  | —  | —   | —  | —   | —  | —  | —  | The House                  |
| 2010                                                                           | «To Kill You with a Kiss»[A]                       | —  | —  | —  | —  | —   | —  | —   | —  | —  | —  | The House                  |
| 2011                                                                           | «Gold in them Hills»                               | —  | —  | —  | —  | —   | —  | —   | —  | —  | —  | Secret Symphony            |
| 2012                                                                           | «The Bit That I Don’t Get»                         | —  | —  | —  | —  | —   | —  | —   | —  | —  | —  | Secret Symphony            |
| 2012                                                                           | «Better Than a Dream»                              | —  | —  | —  | —  | —   | —  | 73  | —  | —  | —  | Secret Symphony            |
| 2012                                                                           | «Moonshine»                                        | —  | —  | —  | —  | —   | —  | 94  | —  | —  | —  | Secret Symphony            |
| 2012                                                                           | «The Walls of the World»                           | —  | —  | —  | —  | —   | —  | 128 | —  | —  | —  | Secret Symphony            |
| 2012                                                                           | «Forgetting All My Troubles»                       | —  | —  | —  | —  | —   | —  | —   | —  | —  | —  | Secret Symphony            |
| 2013                                                                           | «I Will Be There»                                  | 99 | —  | —  | —  | 138 | —  | 73  | —  | —  | —  | Ketevan                    |
| 2013                                                                           | «The Love I’m Frightened of»                       | —  | —  | —  | —  | —   | —  | —   | —  | —  | —  | Ketevan                    |
| 2016                                                                           | «Dreams on Fire»                                   | —  | —  | —  | —  | —   | —  | —   | —  | —  | —  | —                          |
| «—» означает, что альбом не был в чарте или не был выпущен на этой территории. |                                                    |    |    |    |    |     |    |     |    |    |    |                            |

Примечания
- A ↑  Сингл «To Kill You with a Kiss» в альбоме The House (2010) назван «I’d Love to Kill You».

## Видео альбомы
| Год  | Название                                                           | Примечания        |
| ---- | ------------------------------------------------------------------ | ----------------- |
| 2006 | Katie Melua: On the Road Again                                     | Живое выступление |
| 2007 | Katie Melua: Concert Under the Sea                                 | Живое выступление |
| 2011 | Katie Melua: Katie Melua with the Stuttgart Philharmonic Orchestra | Живое выступление |

## Другие выступления
| Год  | Название                                       | Примечания                                                                      |
| ---- | ---------------------------------------------- | ------------------------------------------------------------------------------- |
| 2005 | «Fairytale of New York» (Live)                 | Совместно с The Pogues.                                                         |
| 2007 | «The Closest Thing to Crazy» (Spanish version) | известна как «Esa Clase de Locura». Исполнена на испанском языке.               |
| 2007 | «Faraway Voice» (Spanish version)              | известна как «Otra vez tu». Исполнена на испанском языке.                       |
| 2007 | «Don’t Try This at Home»                       | В дуэте с Ali Campbell на его альбоме Running Free.                             |
| 2008 | «By the Light of the Magical Moon»             | Бесплатная загрузка, доступная только на The Times.                             |
| 2016 | «Heartbreaker»                                 | Кавер песни Dionne Warwick в сборнике «BBC Radio 2's Sounds of the 80s, Vol. 2» |